# Selfac AB

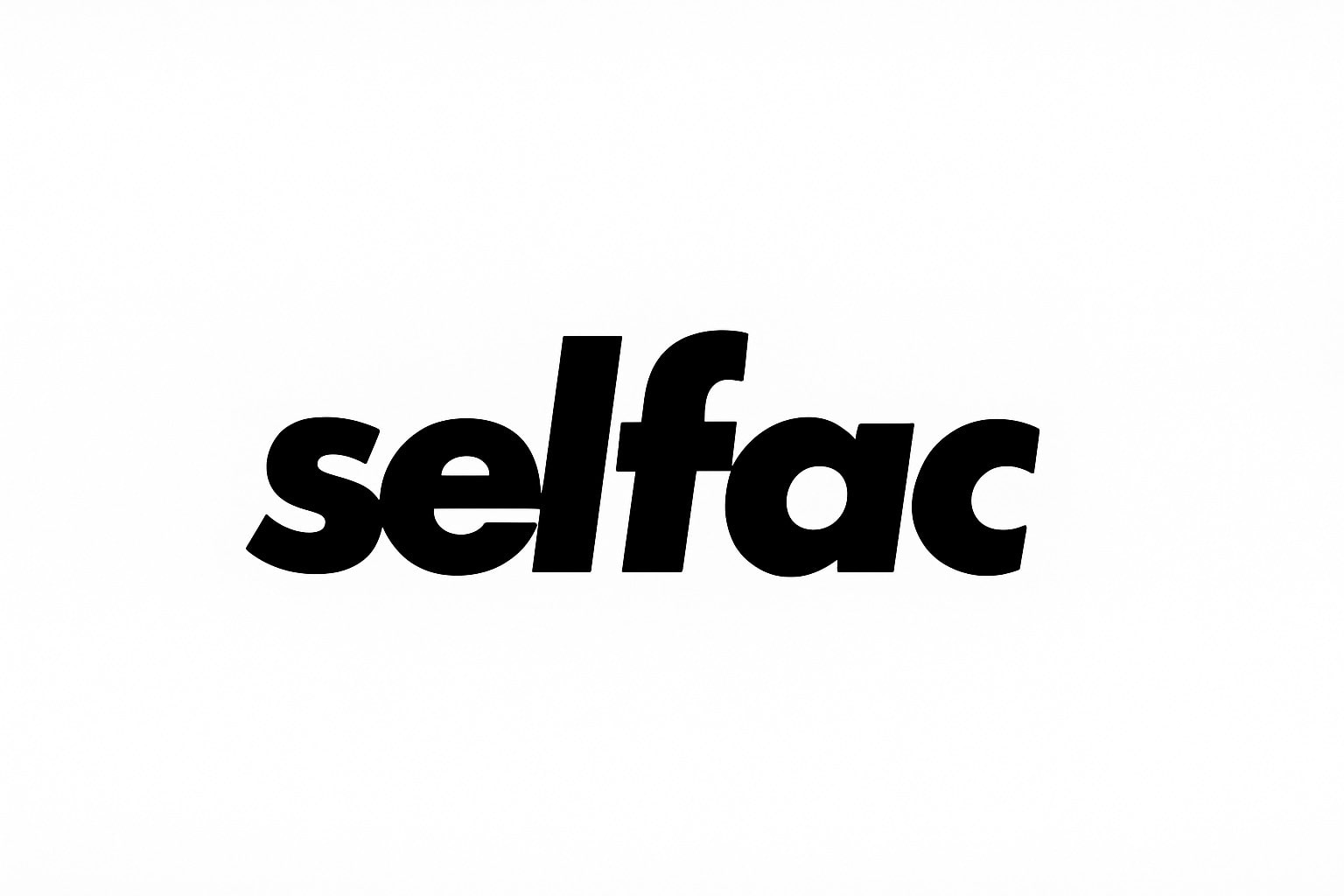

Selektiv Fakta AB, mer känt som Selfac AB, var ett svenskt företag verksamt mellan 1973 och 1995, med inriktning på bilstereo, högtalare, biltillbehör och elektronikprodukter. Företaget var under 1980-talet en av de största leverantörerna av bilhögtalare till Saab och Volvo på den svenska marknaden och sålde även internationellt under både eget och andra varumärken.

## Historia
Företaget grundades 1973 under namnet Selektiv Fakta AB av Sten Mårtenson. Den ursprungliga affärsidén var att producera informationspärmar riktade till slöjd- och hushållslärare i Sverige. Pärmarna innehöll information och annonser om produkter, tryckta av bolaget, och kompletterades med ny information två gånger per år.
Parallellt med detta började företaget sälja gåvor och prydnadsföremål, bland annat bordsdigitalklockor och flip–over–klockor importerade från Japan. Sådana produkter blev populära som företagsgåvor under 1970-talet, exempelvis användes de av Sunlight.
År 1974 deltog bolaget i en elektronikmässa i Osaka, Japan, där man upptäckte och beställde bilstereo- och bilradioenheter samt exklusiva högtalare. I Sverige var marknaden då relativt outvecklad eftersom bilar normalt inte levererades med inbyggda högtalare. Försök gjordes att sälja in produkter direkt till Volvo, dock utan framgång.
Istället etablerades försäljning via bilstereohandlare. Bland de största kunderna fanns Bilradioservice i Örebro, Onoff i Stockholm och NetOnNet i Göteborg.
År 1976 registrerades varumärket Selfac. Företaget började kontraktstillverka utomlands, främst i Taiwan (högtalare) och Japan (bilstereo). Produkterna packades och marknadsfördes under Selfac-namnet. Företaget växte snabbt och blev under slutet av 1970-talet och början av 1980-talet näst störst på bilhögtalare i Sverige, efter Luxor. Selfac konkurrerade med internationella aktörer som Clarion och Blaupunkt.
Mot slutet av 1980-talet minskade efterfrågan på fristående bilhögtalare, då biltillverkare började utrusta bilarna med inbyggda ljudsystem. Selfac avvecklade bilstereoförsäljningen omkring 1990, men fortsatte med högtalare några år till. Verksamheten upphörde 1995